# Shin Sekai Yori
Shin Sekai Yori (新世界より lit. Desde el nuevo mundo?) es una novela japonesa escrita por Yūsuke Kishi y publicada en 2008 por Kōdansha. Fue adaptada al manga en mayo de 2012 por Bessatsu Shōnen Magazine, y al anime en septiembre del mismo año por A-1 Pictures.

## Argumento
La historia transcurre en el Japón de unos mil años en el futuro. Seis niños (Saki, Shun, Satoru, Maria, Mamoru y Reiko) viven en la aldea central de Kamisu 66, una aparente utopía caracterizada por sus vastas tierras agrícolas, un medioambiente inmaculado, rebosante agua y perfecta paz, pero carente de la mayoría de tecnologías avanzadas presentes en el siglo XXI. El mundo está ahora poblado por personas que poseen el "poder de los Dioses": la psicokinesis o cantus (呪力 juryoku), una habilidad que se activa naturalmente desde que los niños alcanzan la pubertad, confiriéndole a cada ser humano un poder virtualmente ilimitado. Los niños viven el día a día apaciblemente en su aldea, asistiendo a la Academia de Sabios donde se les enseña a cultivar y manipular apropiadamente su cantus. Pero después de ciertos incidentes en el centro educativo, incluyendo la desaparición de Reiko y otro estudiante, y tras un viaje de campamento donde se topan con una inteligencia artificial y una tribu invasora de bakenezumi, Saki y los demás empiezan a conocer verdades perturbadoras sobre la sociedad en la que viven. Estos eventos desencadenarían, de manera insospechada, una larga y peligrosa travesía en la que los niños han de descubrir la verdadera naturaleza de su mundo y al mismo luchar para protegerse, no sólo a sí mismos, sino también a una civilización que inesperadamente enfrentará una seria amenaza de extinción.
Existen varias relaciones amorosas de diferente tipo entre los protagonistas tanto chicas con chicas, como chicos con chicos.

## Personajes

### Principales
Saki Watanabe (渡辺 早季 Watanabe Saki?)
Voz por: Risa Taneda (12, 14 y 26 años), Aya Endō (narrador, 36 años)
Protagonista principal de la historia. Es la última de su grupo de amigos en despertar su cantus a la edad de 12 años, momento en el que inicia la historia. A través de las diferentes circunstancias, es casi siempre ella quien toma la mayor iniciativa para actuar y proteger a sus amigos. También es muy resiliente, teniendo la capacidad de levantarse y seguir avanzando aún tras fuertes adversidades. Desarrolla sentimientos románticos por Shun, y posteriormente también por Maria.
Satoru Asahina (朝比奈 覚 Asahina Satoru?)
Voz por: Kanako Tōjō (12 años), Yūki Kaji (14, 16, 26 y 36 años)
Coprotagonista, integrante del grupo de Saki, con quien frecuentemente discute. Un chico enérgico y algo revoltoso, pero también observador, de gran poder analítico y altamente habilidoso con el uso del cantus. En su adolescencia también se enamora de Shun.
Shun Aonuma (青沼 瞬 Aonuma Shun?)
Voz por: Mai Tōdō (12 años), Ayumu Murase (14 años)
El integrante más inteligente del grupo, de personalidad juiciosa y templada. Gracias a sus atributos puede llegar a grandes deducciones y resolver varias problemáticas. Está implícito que también posee el cantus más poderoso no sólo entre los miembros de su grupo, sino entre todos los niños del distrito. Corresponde los sentimientos que Saki tiene por él.
Maria Akizuki (秋月 真理亜 Akizuki Maria?)
Voz por: Kana Hanazawa
De cabello largo y rojizo, es la chica más popular de su clase, aunque su carácter y habilidad con el cantus son bastante promedio. En su adolescencia se enamora de Saki, con quien establece una relación.
Mamoru Itō (伊東 守 Itō Mamoru?)
Voz por: Haruka Kudō (12 años), Motoki Takagi (14 años)
El más tímido y menos talentoso del grupo, tiene una personalidad muy sensible, temerosa y frágil. Siempre ha estado enamorado Maria.

### Otros humanos
Tomiko Asahina (朝比奈 富子 Asahina Tomiko?)
Voz por: Yoshiko Sakakibara
Abuela de Satoru y la cabeza del Comité de Ética de la aldea, lo que la convierte en la líder de la misma. Es la responsable de haber llevado a cabo cierto experimento con el grupo de Saki desde que estos nacieron. Es insospechadamente más vieja de lo que parece y conoce muchos secretos tanto de la civilización antigua como de la actual, siendo también una piedra angular en el levantamiento de esta última.
Shisei Kaburagi (鏑木 肆星 Kaburagi Shise?)
Voz por: Takanori Hoshino
Asesor del Consejo de Seguridad, posee el más poderoso cantus de la aldea y posiblemente de todo Japón. Siempre viste una túnica con capucha y utiliza una máscara que oculta sus ojos.
Reiko Amano (天野 麗子 Amano Reiko?)
Voz por: Yui Horie
Sexto miembro del grupo de Saki al comienzo de la historia. Siempre tuvo una personalidad frágil y un muy pobre desempeño con el uso de cantus. Ella "desaparece" bajo circunstancias muy sospechosas, al igual que otros niños de la Academia. Se revela después que fue asesinada por un gato impuro.

### Bakenezumis
Los bakenezumis (バケネズミ lit. ratas engendro) son una raza de seres de aspecto similar a las ratas topo, que viven en colonias semi-autónomas pero reguladas por el Consejo de Seguridad de los seres humanos. A pesar de su gran inteligencia, son vistos tan sólo como animales y subestimados.
Squealer (スクィーラ Sukwīra?)/Yakomaru (野狐丸 Yakomaru?)
Voz por: Daisuke Namikawa
Inicialmente conocido como Squealer, es un miembro humilde de la pequeña colonia Robber Fly (Mosca Ladrona) que ayudó a Saki y sus amigos cuando fueron atacados por una tribu invasora de bakenezumis durante su viaje de campamento. Es altamente perspicaz, ingenioso y carismático, lo que con el tiempo le permite ganar conocimiento e influencia política hasta convertirse en el líder de su colonia. Por su aparente colaboración con los seres humanos, se le concede el nombre honorífico "Yakomaru". Sin embargo, sus intenciones son un misterio y su comportamiento parece maquiavélico para los que interactúan con él desde cerca.
Kiroumaru (奇狼丸 Kirōmaru?)
Voz por: Hiroaki Hirata
Comandante en jefe de la colonia Giant Hornet (Avispón Gigante), la más poderosa y más leal a los humanos. De carácter valiente y noble, es también un gran estratega. Ayuda a los niños y a la colonia Robber Fly durante la invasión de bakenezumis extranjeros. Con el tiempo, los Robber Fly crecen tanto como para rivalizar con Giant Hornet generando un delicado balance de poder y fuertes tensiones entre los dos grupos.